# 関大明神社
関大明神社（せきだいみょうじんしゃ）は、大阪府三島郡島本町にある神社。関戸明神（せきどみょうじん）、関戸大明神とも称される。

## 祭神
祭神は、大己貴命（おおなむちのみこと）・天児屋根命（あめのこやねのみこと）、または大智明神（だいちみょうじん）。

## 歴史
島本町から京都府乙訓郡大山崎町にかけての土地は天王山と淀川（桂川）に挟まれ、古くは山崎橋も存在したことなどから交通の要衝として関所が設置されており、関大明神社の名前の由来となっている。また、この神社自身が関所「山崎関」（山城の関）跡地であるといわれ、関所または後に設けられた「関戸院」（関戸の院〈せきどのいん〉）の鎮守社であったともいわれる。
創建は不詳で、水無瀬の里に置かれていたが洪水によってこの地へ移されたとも、京都へ悪霊の侵入を防ぐためこの地に道祖神が建立されたのが起源ともされる。また、伯耆国大山の大智明神の神輿を収めたことにより始まるという伝承もある。
この地は西国街道の宿場町で山崎宿として知られ、周辺には古い建物が散見される。また、傍らには「従是東山城國」との石碑も存在する。古くはこの関大明神社の前に流れる小川が摂津国と山城国の境であったといわれており、現在でもこの川にほぼ沿った形で府境が引かれている。

## 境内
境内には、覆屋の中ある流造（一間社流造）の本殿のほか、神輿庫、石灯籠、手水鉢などがある。門前、道を隔てた北側に山崎宗鑑の屋敷があったとされ、「宗鑑井」という井戸が伝わる。

## 文化財
- 本殿 - 室町時代中期建立。大阪府指定有形文化財（1947年〈昭和22年〉12月1日指定）[7]

## 現地情報
所在地
- 大阪府三島郡島本町山崎1丁目5-10

交通アクセス
- 最寄駅：JR京都線 山崎駅下車、徒歩約2分[4]
- 最寄駅：阪急京都本線 大山崎駅下車、徒歩約5分[4]

周辺
- 大阪府三島郡島本町

水無瀬神宮
桜井駅跡
サントリー山崎蒸溜所
- 京都府乙訓郡大山崎町

離宮八幡宮
妙喜庵 - 待庵
大山崎山荘美術館
大山崎町歴史資料館
大念寺
宝積寺
山崎聖天
酒解神社
大山崎瓦窯跡 （国の史跡）